# Смирнова, Анна Фёдоровна (Герой Социалистического Труда)
Анна Фёдоровна Смирнова (1912 — 1980) — передовик советского сельского хозяйства, lоярка колхоза «Путь к коммунизму» Раменского района Московской области, Герой Социалистического Труда (1950).

## Биография
Родилась в 1912 году на территории Тульской губернии в русской семье сапожника. В начале 1930-х годов вся семья переехала в село Быково Раменского района московской области. С 1932 года Смирнова стала трудиться в колхозе "Борьба". Работала на парниках в овощеводческой бригаде. С 1934 года стала работать на ферме дояркой колхоза "Путь к коммунизмау". Осенью 1941 года колхозное стадо было эвакуировано в Ивановскую область, а после освобождения территории Московской области от оккупации возвращено в родной колхоз. В этих перегонах участвовала и Анна Фёдоровна.
В 1942 году коровы в среднем за год дали по 1578 килограммов молока. В 1944 году надои составили по 3384 килограмма молока в среднем на одну голову за год. В 1947 году было получено по 4500 килограмм молока. В 1949 году вместе с напарницей Ивлевой П. С. Анне Фёдоровне удалось получить высокие результаты в производстве. От шестнадцати закреплённых коров они получили по 5162 килограмма молока с содержанием 190 килограммов молочного жира от каждой коровы в среднем за год.
За достижение высоких показателей в животноводстве в 1949 году, Указом Президиума Верховного Совета СССР от 18 сентября 1950 года Анне Фёдоровне Смирновой было присвоено звание Героя Социалистического Труда с вручением ордена Ленина и золотой медали «Серп и Молот».
В дальнейшем продолжала трудовую деятельность, показывала высокие результаты в труде.
Проживала в селе Быково Раменского района Московской области. Умерла в 1980 году.

## Награды
За трудовые успехи удостоен:
- золотая звезда «Серп и Молот» (18.09.1950),
- орден Ленина (18.09.1950),
- Орден Трудового Красного Знамени (07.04.1949)
- другие медали.